# Challenger Concepción 2023 - Doppio
Diego Hidalgo e Cristian Rodríguez erano i detentori del titolo ma solo Rodríguez ha partecipato a questa edizione, giocando in coppia con Luis David Martínez.
In finale Guido Andreozzi e Guillermo Durán hanno sconfitto Luciano Darderi e Oleg Prihodko con il punteggio di 7–6(1), 6(3)–7, [10–7].

## Teste di serie
1. Luis David Martínez /  Cristian Rodríguez (primo turno)
2. Guido Andreozzi /  Guillermo Durán (campioni)

1. Luciano Darderi /  Oleg Prihodko (finale)
2. Karol Drzewiecki /  Piotr Matuszewski (semifinale)

## Wildcard
1. Alejandro Bancalari /  Benjamín Herrera (primo turno)

1. Esteban Bruna /  Nicolás Kicker (primo turno)

## Tabellone

### Legenda
| - Q = Qualificato - WC = Wild card - LL = Lucky loser | - ALT = Alternate - SE = Special Exempt - PR = Protected Ranking | - w/o = Walkover - r = Ritirato - d = Squalificato |

|  | Primo turno | Primo turno                 | Primo turno                | Primo turno | Primo turno |  |  | Quarti di finale | Quarti di finale            | Quarti di finale            | Quarti di finale           | Quarti di finale     |   |   | Semifinali | Semifinali                    | Semifinali                 | Semifinali                      | Semifinali |    |      | Finale | Finale | Finale | Finale | Finale |  |
|  |             |                             |                            |             |             |  |  |                  |                             |                             |                            |                      |   |   |            |                               |                            |                                 |            |    |      |        |        |        |        |        |  |
|  | 1           | LD Martínez C Rodríguez     | LD Martínez C Rodríguez    | 64          | 3           |  |  |                  |                             |                             |                            |                      |   |   |            |                               |                            |                                 |            |    |      |        |        |        |        |        |  |
|  |             | H Dellien M Dellien         | H Dellien M Dellien        | 7           | 6           |  |  |                  | H Dellien M Dellien         | H Dellien M Dellien         | H Dellien M Dellien        |                      |   |   |            |                               |                            |                                 |            |    |      |        |        |        |        |        |  |
|  |             | B Arias F Zeballos          | B Arias F Zeballos         | 7           | 6           |  |  |                  | B Arias F Zeballos          | B Arias F Zeballos          | B Arias F Zeballos         | w/o                  |   |   |            |                               |                            |                                 |            |    |      |        |        |        |        |        |  |
|  | WC          | A Bancalari B Herrera       | A Bancalari B Herrera      | 5           | 2           |  |  |                  |                             |                             |                            |                      |   |   |            | B Arias F Zeballos            | B Arias F Zeballos         | 4                               | 3          |    |      |        |        |        |        |        |  |
|  | 3           | L Darderi O Prihodko        | 6                          | 2           | [10]        |  |  |                  |                             | 3                           | L Darderi O Prihodko       | L Darderi O Prihodko | 6 | 6 |            |                               |                            |                                 |            |    |      |        |        |        |        |        |  |
|  |             | O Roca Batalla T Skatov     | 1                          | 6           | [5]         |  |  | 3                | L Darderi O Prihodko        | L Darderi O Prihodko        | 6                          | 6                    |   |   |            |                               |                            |                                 |            |    |      |        |        |        |        |        |  |
|  |             | F Agamenone F Díaz Acosta   | F Agamenone F Díaz Acosta  | 6           | 6           |  |  |                  | F Agamenone F Díaz Acosta   | F Agamenone F Díaz Acosta   | 2                          | 0                    |   |   |            |                               |                            |                                 |            |    |      |        |        |        |        |        |  |
|  |             | JP Ficovich GA Olivieri     | JP Ficovich GA Olivieri    | 0           | 1           |  |  |                  |                             |                             |                            |                      |   |   | 3          | Luciano Darderi Oleg Prihodko | 61                         | 7                               | [7]        |    |      |        |        |        |        |        |  |
|  | WC          | E Bruna N Kicker            | 6                          | 3           | [7]         |  |  |                  |                             |                             |                            |                      |   |   |            |                               | 2                          | Guido Andreozzi Guillermo Durán | 7          | 63 | [10] |        |        |        |        |        |  |
|  |             | F Coria C Ugo Carabelli     | 3                          | 6           | [10]        |  |  |                  | F Coria C Ugo Carabelli     | F Coria C Ugo Carabelli     | F Coria C Ugo Carabelli    |                      |   |   |            |                               |                            |                                 |            |    |      |        |        |        |        |        |  |
|  |             | TA Tirante JB Torres        | TA Tirante JB Torres       | 4           | 3           |  |  | 4                | K Drzewiecki P Matuszewski  | K Drzewiecki P Matuszewski  | K Drzewiecki P Matuszewski | w/o                  |   |   |            |                               |                            |                                 |            |    |      |        |        |        |        |        |  |
|  | 4           | K Drzewiecki P Matuszewski  | K Drzewiecki P Matuszewski | 6           | 6           |  |  |                  |                             |                             |                            |                      |   |   | 4          | K Drzewiecki P Matuszewski    | K Drzewiecki P Matuszewski | 5                               | 3          |    |      |        |        |        |        |        |  |
|  |             | A Collarini R Olivo         | 6                          | 2           | [7]         |  |  |                  |                             | 2                           | G Andreozzi G Durán        | G Andreozzi G Durán  | 7 | 6 |            |                               |                            |                                 |            |    |      |        |        |        |        |        |  |
|  |             | H Casanova D Dutra da Silva | 1                          | 6           | [10]        |  |  |                  | H Casanova D Dutra da Silva | H Casanova D Dutra da Silva | 3                          | 2                    |   |   |            |                               |                            |                                 |            |    |      |        |        |        |        |        |  |
|  |             | O Luz M Zormann             | O Luz M Zormann            | 1           | 1           |  |  | 2                | G Andreozzi G Durán         | G Andreozzi G Durán         | 6                          | 6                    |   |   |            |                               |                            |                                 |            |    |      |        |        |        |        |        |  |
|  | 2           | G Andreozzi G Durán         | G Andreozzi G Durán        | 6           | 6           |  |  |                  |                             |                             |                            |                      |   |   |            |                               |                            |                                 |            |    |      |        |        |        |        |        |  |